# Nakajima Saki
Saki Nakajima (中島 早貴 Nakajima Saki?) es una cantante japonesa, miembro del grupo °C-ute de J-pop perteneciente a Hello! Project.
Durante el Cute Concert Tour 2010 Summer-Fall: Dance Special!! "Chou Uranaito!!", se lastimó la pierna y fue forzada a permanecer fuera del siguiente concierto.

## Hello! Project
- Hello! Project Kids
- H.P. All Stars (2004)
- Cute (2005–presente)
- Athena & Robikerottsu (2007–?)
- Guardians 4 (2009–?)
- Hello! Project Mobekimasu (2011)

## Filmografía

### Películas
- Koinu Dan no Monogatari ("The Story of Puppy Dan") (2002) como Chiyori Hoshino
- Gekijōban Hontō ni Atta Kowai Hanashi 3D (劇場版ほんとうにあった怖い話3D?) (2010)
- Ōsama Game (王様ゲーム?) (2011) como Kana Ueda
- Zomvideo (ゾンビデオ?) (2012)

### Series
- Sūgaku Joshi Gakuen (Ep. 8 y 12,2012) como Satoko Komaba

### Programas
- Hello! Morning (ハロー! モーニング?) (2002–2007)
- Haromoni@ (ハロモニ@?) (2007–2008)
- Berikyū! (ベリキュー!?) (2008)
- Yorosen! (よろセン!?) (2008–2009)
- Aimai na! (あいまいナ!?) (2010–2011)
- Bijo Gaku (美女学?) (2010–2011)
- Bowling Revolution P-League (2011)
- Hello Pro! Time (ハロプロ！ＴＩＭＥ?) (2011–2012)
- Hello! Satoyama Life (ハロー！ＳＡＴＯＹＡＭＡライフ?) (2012–2013)